# Einseilumlaufbahn

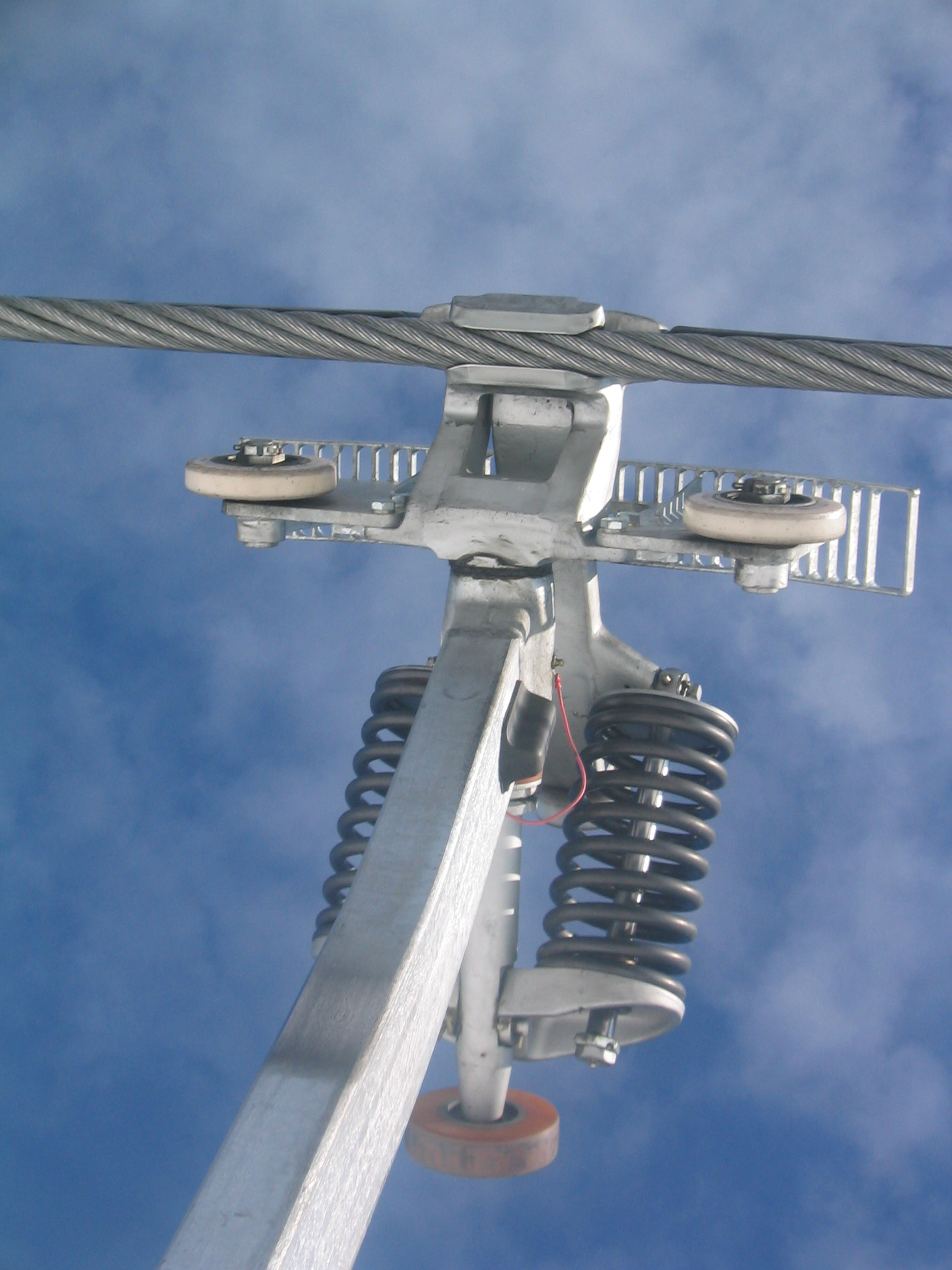
Eine Federklemme hält bei einer kuppelbaren Umlaufbahn das Betriebsmittel

Eine Einseilumlaufbahn (EUB) ist eine Bezeichnung für Seilbahnen, die nur ein zu einer Schlaufe gespleißtes umlaufendes Endlosseil haben, das gleichzeitig als Trag- und Zugseil dient. Gondelbahnen und Materialseilbahnen können Einseilumlaufbahnen sein, Sesselbahnen und Schlepplifte sind immer Einseilumlaufbahnen, und zwar entweder fixgeklemmte oder kuppelbare Bahnen. Bei den fixgeklemmten ist der Sessel oder der Zugbügel fest mit dem Seil verbunden, das deshalb langsam umlaufen muss, um das Ein- und Aussteigen zu ermöglichen.
Der Begriff Einseilumlaufbahn bezeichnet heute oft eine moderne Bauart einer Gondelbahn, bei der die Gondeln zum Ein- und Aussteigen der Fahrgäste in den Stationen vom umlaufenden Seil abgekuppelt, langsam über eine Hängeschiene geführt und in der anderen Richtung wieder beschleunigt und auf das Seil aufgekuppelt werden, was durch automatisch betätigte Seilklemmen, wie die Müller-Klemme, erreicht wird. Dadurch ist es möglich, hohe Transportleistungen zu erzielen, da das Seil wesentlich schneller umlaufen kann als bei einer fixgeklemmten Bahn.
Das Tragseil dient gleichzeitig als Zugseil und wird als Förderseil bezeichnet. Dieses wird mit einem Elektromotor angetrieben. Das Beschleunigen und Bremsen der einzelnen Gondeln (diese fassen zwei bis zehn Personen) in den Stationen wird mit einer speziellen Vorrichtung ausgeführt. Bedingt durch die Beanspruchung dieses Seils (enge Biegeradien im Bereich der Umlenkscheiben) müssen solche Seile als Gleichschlagseile ausgebildet werden. Deren Flächenträgheitsmoment ist kleiner als das eines Kreuzschlagseiles. Daher benötigen Einseilumlaufbahnen geringere Stützenabstände als Bahnen, bei denen Trag- und Zugseil getrennt sind (Zweiseilumlaufbahn).

## Hinweis
1. ↑  International: MGD = monocable gondola detachable, eine Zahl davor bezeichnet die Anzahl der Personen pro Gondel